# Benjamin Ingrosso
Benjamin Daniele Wahlgren Ingrosso (Danderyd; 14 de septiembre de 1997) es un artista, productor, cantante y compositor sueco-italiano.

## Biografía
Es hijo de la actriz sueca Pernilla Wahlgren y del exbailarín y compositor Emilio Ingrosso, tiene dos hermanos, Oliver Wahlgren Ingrosso (compositor) y Bianca Wahlgren Ingrosso, y un medio hermano Theodor «Theo» Wahlgren. En 2015 su padre se casó con Åsa Ingrosso.
Por parte de su madre sus tíos son los actores Linus Wahlgren, Niclas Wahlgren y el banquero Peter Wahlgren; y por parte de su padre: el bailarín Vito Ingrosso y Nicola Perrelli.
Sus abuelos son los actores suecos Hans Wahlgren y Christina Schollin, sus bisabuelos paternos son los fallecidos actores suecos Ivar Wahlgren y Nina Scenna. Sus primos son el DJ sueco Sebastian Ingrosso, Tim Hans Adam Wahlgren, Kit Wahlgren, Hugo Wahlgren, Colin Wahlgren y Love Linn Wahlgren.
Es pariente lejano de la actriz Helena Brodin y del ahora fallecido compositor Knut Brodin, por parte de su abuela.
El 10 de marzo ganó la final del Melodifestivalen 2018 con la canción «Dance You Off», con la que representó a Suecia en el Festival de Eurovisión 2018.

## Carrera
Benjamin tiene su propia línea de ropa, llamada «MarQy Fashion».
En el 2014 compitió en el concurso de baile Let's Dance donde su pareja fue Sigrid Bernson; la pareja ganó el primer lugar.
En 2015 retorna a la escena musical bajo el nombre de Benjamin Ingrosso, con el lanzamiento del sencillo «Fall in Love». La interpretó en Nyhetsmorgon de la TV4 sueca. Benjamin firmó con la discográfica Ten Music Group.
En 2017 participó en Melodifestivalen 2017 en un intento por representar a Suecia en el Festival de la Canción de Eurovisión 2017 con la canción «Good Lovin'» llegando a la final de la segunda ronda y quedando en el quinto lugar. Fue coescrita por Benjamin Ingrosso junto a Louis Schoorl, Matt Pardon y MAG.
En 2018, tras el anterior intento, gana la edición de 2018 del Melodifestivalen siendo número uno tanto para el jurado internacional como para el televoto, consiguiendo así ser el representante de Suecia en el Festival de la Canción de Eurovisión 2018 con la canción «Dance You Off».

## Filmografía

### Apariciones
| Año  | Programa           | Notas                                               |
| ---- | ------------------ | --------------------------------------------------- |
| 2009 | Let's Dance        | 11 episodios - concursante - junto a Sigrid Bernson |
| 2007 | Allsång på Skansen | episodio # 22.1 - intérprete                        |

### Teatro
| Año  | Título                        | Personaje     | Director         | Teatro        | Notas |
| ---- | ----------------------------- | ------------- | ---------------- | ------------- | ----- |
| 2010 | Karlsson på taket smyger igen | Hermano menor | Staffan Götestam | Oscarsteatern | -     |
| 2008 | Sune                          | Sune          | Fredde Granberg  | Göta Lejon    | -     |

## Discografía
Sencillos
- 2006: «Hej Sofia»
- 2007: «Jag är en astronaut»
- 2015: «Fall in Love» (SUE #56)[4]
- 2015: «Crystal Clear»
- 2015: «Home for Christmas»
- 2016: «Love You Again»
- 2017: «Good Lovin'» (SUE #10)[4]
- 2018: «Dance You Off»
- 2019: «Costa Rica»
- 2020: «The Dirt»
- 2020: «Shampoo»
- 2021: «Smile»

Álbumes
- Identification (2018)
- En gång i tiden (del 1) (2021)
- En gång i tiden (del 2) (2021)
- Playlist (2022)
- Pink Velvet Theatre (PVT) (2024)